# Geraldo Rivera
Gerald Michael Rivera (Nueva York, 4 de julio de 1943), más conocido como Geraldo Rivera, es un abogado estadounidense, periodista, escritor, y presentador de entrevistas. Fue el anfitrión de su propio show de entrevistas, Geraldo, entre 1987 y 1998. Rivera fue el presentador de la revista informativa Geraldo en Grande, anfitrión de la emisión ocasional Los Informes de Geraldo Rivera (en lugar de presentar Geraldo en Grande), y además apareció regularmente en programas del canal informativo Fox News como Los Cinco, entre otros.

## Primeros años
Rivera nació en el Centro Médico Beth Israel en la Ciudad de Nueva York, estado de Nueva York. Hijo de Lillian (apellido de soltera, Friedman), una camarera, y Cruz "Allen" Rivera (1 de octubre de 1915 – noviembre de 1987), un trabajador de restaurante y taxista. El padre de Rivera era un católico puertorriqueño, y su madre es descendiente de judíos rusos Ashkenazi . Él fue criado "principalmente judío" por lo que tuvo un Bar Mitzvah. Creció en Brooklyn y West Babylon, Nueva York, donde asistió al West Babylon High School.  La familia de Rivera era a veces sometida a prejuicios y racismo, por lo que decidieron deletrear su apellido como "Riviera" porque pensaron que así sonaba "menos étnico".
Desde septiembre de 1961 a mayo de 1963, asistió al College Maritime de la Universidad Estatal de Nueva York, donde fue miembro del equipo de remo. En 1965 se graduó de la Universidad de Arizona en una licenciatura en Administración de Empresas, mientras era el guardameta del equipo Lacrosse. Después de una breve carrera con las fuerzas de seguridad pública, donde trabajó como investigador del Departamento de Policía de Nueva York, Rivera ingresó a la escuela de leyes. Recibió su título de Doctor de la Escuela de Leyes de Brooklyn en el año 1969, siendo de los mejores de su promoción; luego de graduarse, recibió la beca Reginald Heber Smith en derecho social de la Escuela de Leyes de la Universidad de Pensilvania en el verano de 1969, justo antes de ser admitido por el Colegio Estatal de Abogados de Nueva York al final de ese mismo año.
Después de trabajar con organizaciones tales como Acción Comunitaria de Servicios Legales del bajo Manhattan y el Gremio Nacional de Abogados, Rivera se convirtió en un defensor frecuente del grupo de activistas portorriqueños los "Young Lords", lo que finalmente precipitó su entrada a la práctica privada. Esta labor llamó la atención del director de noticias de WABC-televisión, Al Primo, cuando Rivera fue entrevistado sobre la ocupación por parte del grupo del templo de una iglesia del Este de Harlem en 1969. Primo ofreció a Rivera un trabajo como reportero pero no estaba satisfecho con el nombre de pila "Gerald" (quería algo más Latino) así es que acordaron usar la pronunciación utilizada por el lado portorriqueño de la familia de Rivera: Geraldo. Debido a su falta de experiencia periodística, ABC arregló que Rivera estudiara Introducción al Periodismo televisivo con Fred Friendly en el Programa de verano de Periodismo para grupos de minorías financiado por la Fundación Ford dentro de la Escuela de Posgrados en Periodismo de la Universidad de Columbia  en 1970.

## Carrera

### Etapas tempranas
Rivera estuvo contratado por WABC-televisión en 1970 como periodista para el programa Testigo Noticioso. En 1972,  ganó atención nacional y un Premio Peabody por su informe sobre la negligencia y abuso en pacientes con capacidades intelectuales especiales en la Escuela Estatal Willowbrook de Staten Island, comenzando a aparecer en los programas nacionales de la cadena ABC tales como 20/20 y Nightline. John Lennon miró el informe de Rivera sobre los pacientes de Willowbrook, lo que promovió que él y Rivera coordinaran un concierto benéfico llamado "Uno a Uno" (lanzado en 1986 como Live in Nueva York City).  Rivera informó el asesinato de Lennon en Nightline el 8 de diciembre de 1980. Rivera también apareció en el filme The U.S. vs John Lennon (2007), una película sobre las vidas de Lennon y Yoko Ono en la Ciudad de Nueva York.[cita requerida]

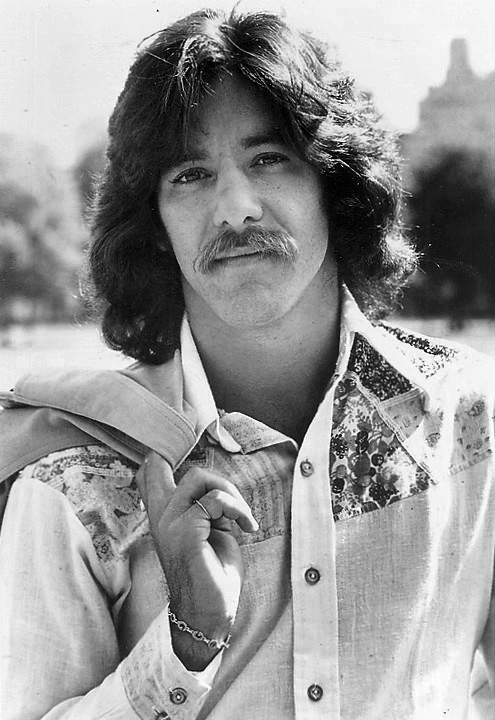
Rivera a mediados de la década de los setenta

Por esta época, Rivera también empezó a conducir el programa de la cadena ABC Buenas Noches América.  El programa presentó como tema musical el famoso estribillo del éxito de Arlo Guthrie  "Ciudad de Nueva Orleans" (escrito por Steve Goodman). En un episodio de 1975 del programa, con Dick Gregory y Robert J. Groden, mostró por primera vez a nivel nacional el histórico filme de Zapruder.
De 1975 a 1977, Rivera fue corresponsal para el programa de la cadena ABC Buenos días América. Dando reportes especiales para el programa.[cita requerida]
Cuándo Elvis Presley murió en 1977, varios medios de comunicación reportaron erróneamente que había muerto de un ataque al corazón. Rivera investigó los registros de las prescripciones médicas de Elvis y concluyó que había fallecido por ingerir múltiples fármacos. Su conclusión causó que las autoridades médicas de Tennessee revocaran la licencia del Dr. George C. Nichopoulos por sobremedicación.[cita requerida]
En octubre de 1985, el ejecutivo de ABC, Roone Arledge, vetó la transmisión de un reportaje hecho por Sylvia Chase para 20/20 sobre la relación entre Marilyn Monroe y John y Robert Kennedy. Rivera públicamente criticó la integridad periodística de Arledge, señalando que su amistad con la Familia Kennedy (por ejemplo, Pierre Salinger, un exasesor de los Kennedy, trabajaba para ABC News en ese momento) había hecho que frenara la noticia; como resultado, Rivera fue despedido. Durante una entrevista con Megan Kelly de Fox News, transmitida el 15 de mayo de 2015, Rivera declaró que la razón oficial dada para su despido era que violó la política de ABC cuándo él donó  $200 a un candidato no partidaria a la Alcaldía.[Impreciso]  Aun así, él cree firmemente que fue debido a su crítica al ejecutivo Arledge. Sylvia Chase renunció a 20/20, a pesar de que regresó a Noticias ABC Noticioso muchos años más tarde. El reportaje nunca fue transmitido.[cita requerida]
En abril de 1986, Rivera presentaba el programa de transmisión nacional El Misterio de la bóveda de Al Capone, una malograda aventura televisiva en la cual Rivera exploraba lo que se había dicho era el sitio del tesoro escondido de Al Capone. Rivera transmitió en vivo mientras el sitio era excavado, esperando encontrar una tienda llena de riquezas del desaparecido gánster. El espectáculo fue fuertemente promocionado, particularmente en la estación de televisión WGN. Un laboratorista médico fue llevado para toda la excavación en caso de que cualesquier cadáver fuera extraído de la excavación. El espectáculo estuvo al aire por varias horas, desplazando la parrilla regular de programas, cuando el equipo de Rivera penetró la bóveda estaba seguro de que encontrarían el famoso botín.  Finalmente, la bóveda encontrada solamente contenía unas cuantas botellas rotas. Rivera levantó con sus manos una de estas botellas para la cámara y animosamente declaró que alguna vez esta contuvo "bootleg moonshine #ginebra".[cita requerida]

### Programas de entrevistas, presentaciones especiales y de invitado.
En 1987, Rivera empezó a producir y conducir el programa diurno de entrevistas  Geraldo, el cual estuvo en cartelera 11 años. El espectáculo presentó invitados polémicos y teatralmente, lo que llevó a que Newsweek y dos senadores de Estados Unidos etiquetaran su programa como "televisión Basura". Un programa anterior fue titulado "Los Hombres en Bragas de Encaje y las Mujeres a Quién le Encantan". En otro de 1988, la nariz de Rivera fue rota en una bien-publicitada pelea durante un show cuyos invitados incluyeron representantes de la supremacía blanca, antirracistas cabezas rapadas, activistas negros, y activistas judíos.  Huésped regular de su programaron era La Toya Jackson, quien hablaba de lo más reciente y actualizaciones de chismes de escándalo en su familia.
En 1988, Rivera presentó el primero de una serie de reportajes estelares que trataban sobre una presunta epidemia de Abusos en rituales satánicos. En ese entonces declaró:
"las estimaciones son que hay más de un millón de personas satánicas en este país... La mayoría de ellos está vinculados a una altamente organizada y muy secreta red. Desde ciudades pequeñas a ciudades grandes,  han llamado la atención de las investigaciones policiales y del FBI sobre sus ritos satánicos de abuso sexual en niños, pornografía infantil, y espeluznantes asesinatos satánicos".[cita requerida]
Los críticos contrarrestan que las estimaciones más creíbles son de aproximadamente 10,000 miembros adultos de iglesias de religión satánica, templos, y grutas así como también 10,000 practicantes solitarios del satanismo; Rivera reclama que el abuso ritualista, la conspiración, y la actividad criminal está aun sin ser fundamentado.
En 1994, Rivera empezó a presentar Rivera En Vivo, una discusión nocturna de noticias en CNBC, mientras continúa presentando Geraldo. El show de Geraldo apareció en el episodio final de Seinfeld, con Rivera actuando como él mismo y reportando desde el juicio a los cuatro protagonistas principales de Seinfeld. El 20 de mayo de 1994, Rivera apareció en El Precio Es Justo.[cita requerida]
Más tarde, llevaría su programa en una dirección diferente, transformándolo de "televisión Basura" a un programa más suave y serio, cambiando su nombre de Geraldo al El Show de Geraldo Rivera (inicio de transmisión el 7 de septiembre de 1997). Por este tiempo, aun así, el espectáculo había seguido su curso; fue cancelado en 1998.[cita requerida]
En 1997, Rivera firmó un contrato de seis años con NBC para trabajar como periodista por un monto aproximada de $30 millones, el contrato incluía presentar Rivera En Vivo en CNBC. Durante 1998 y 1999, él cubrió todos los detalles de la interpelación del Presidente Bill Clinton.[cita requerida]

### De Fox Newsa la fecha

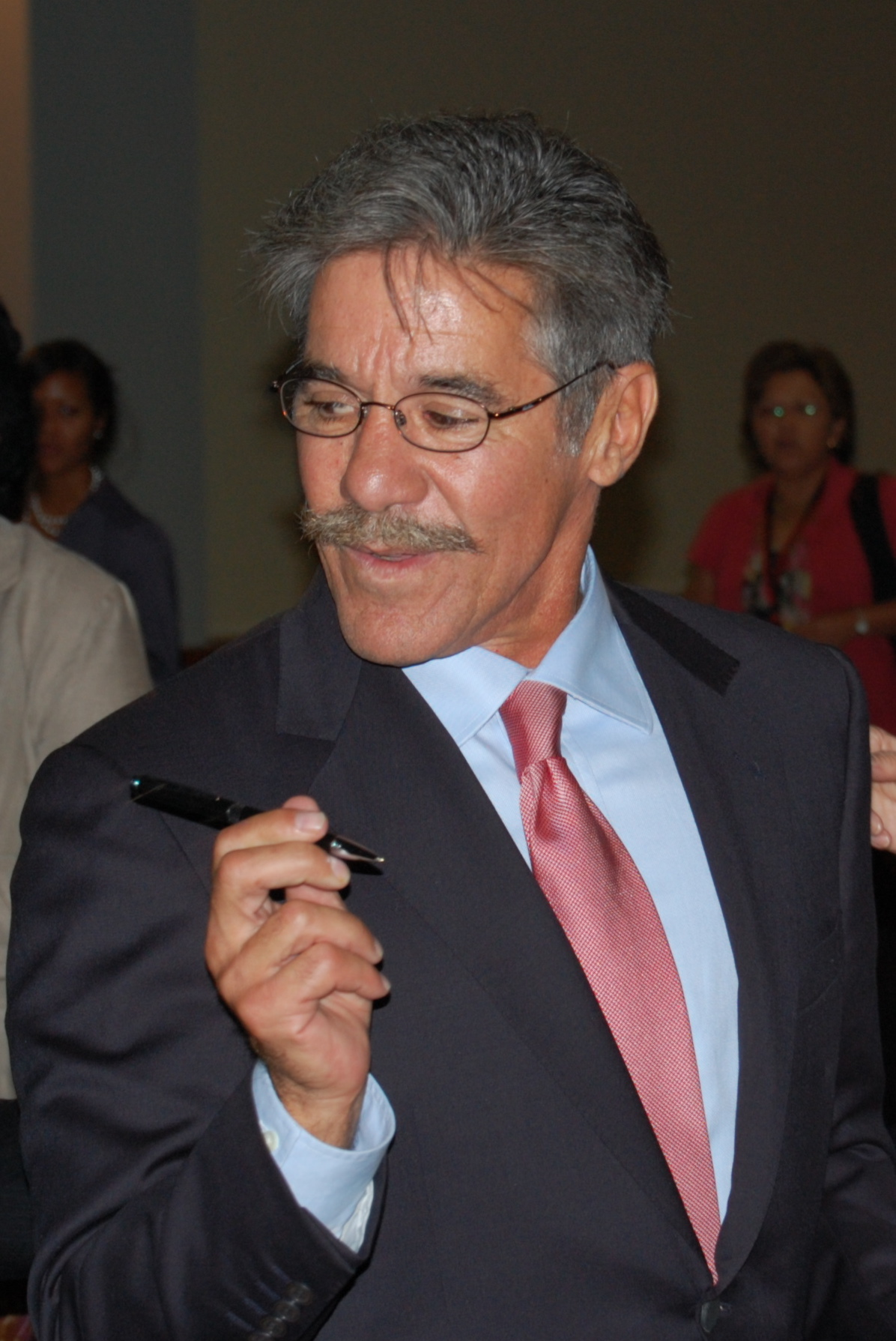
Rivera, en el 2008, después de entregar la presentación de su conferencia sobre políticas públicas en el Caucus Congresional hispánico.

Después de los ataques terroristas del 11 de septiembre de 2001,  acepta un recorte de salario y se fue a trabajar para el canal de noticias FOX como corresponsal de guerra en noviembre de 2001. Su hermano Craig le acompañó como camarógrafo en sus asignaciones en Afganistán.
En 2001, durante la Guerra en Afganistán, Rivera fue ridiculizado por un reportaje en el cual el reclama estar en medio de un incidente de fuego amistoso;  más tarde se reveló que de hecho estaba a 300 millas de distancia. Rivera alegó un malentendido menor por la discrepancia.
La controversia surgió a principios del 2003, mientras Rivera viajaba dentro de Irak con la 101° División Aerotransportada. Durante una transmisión para Fox news, Rivera empezó a revelar detalles de una próxima operación, incluso yendo tan lejos que dibujó un mapa en la arena para su audiencia. Los militares inmediatamente emitieron una denuncia en firme por sus actos, alegando que ponía en riesgo la operación; Rivera fue expulsado de Irak. Dos días más tarde,  anunció que estaría reportando el conflicto en Irak desde Kuwait.
En 2005, Rivera se metió en una contienda con The New York Times sobre sus alegaciones de que el indujo a un miembro de un equipo de rescate para ser filmado "asistiendo" una mujer en silla de ruedas descendiendo por unas escaleras en el periodo posterior del Huracán Katrina. La consiguiente controversia provocó que Rivera apareciera en televisión reclamando que el periódico se retractara. Fue aún más allá al amenazarlos con una demanda si el rotativo no se retractaba.
En 2007, Geraldo estuvo implicado en una disputa con su colega de Fox Michelle Malkin. Malkin anunció que no regresaría al programa  O'Reilly Factor, reclamando que Fox News había manejado mal una disputa sobre declaraciones derogatorias que Rivera había hecho sobre ella en una entrevista para Boston Globe. Rivera, mientras objetaba su punto de vista sobre inmigración, dijo, "Michelle Malkin es la más vil y odiosa comentarista que jamás haya conocido. De hecho ella cree que los vecinos tendrían que empezar delatar a sus vecinos, y tendríamos que estar deportando personas." Añadió, "es bueno que ella está Whashington D.C., y yo estoy en Nueva York. Escupiría en su cara si la veo." Rivera más tarde se disculpó por sus comentarios.
En 2008, fue publicado el libro de Rivera titulado His-Pánico: Por qué le temen a los hispanos en los Estados Unidos.
El 3 de enero de 2012, Rivera comenzó a presentar un programa de tertulia radiofónica de lunes a viernes en 77 WABC de Nueva York, N.Y. El show estuvo programado para la franja de dos horas entre Imus por la mañana y El show rápido de Limbaugh en WABC. El 30 de enero de 2012, Rivera también empezó a presentar una tertulia radiofónica de lunes a viernes en 790 KABC de Los Ángeles.
El 23 de marzo de 2012, Rivera hizo comentarios polémicos con respecto a la sudadera con capucha de Trayvon Martin y como la capucha estuvo conectada al asesinato a tiros de Martin, y hasta el 5 de noviembre de 2014,  continúa expresadose igual que lo hizo en el Show de Dan LeBatard en ESPN. Rivera se disculpó por cualquier ofensa o daño que hubieran causado sus comentarios, de los cuales incluso Gabriel, el hijo de Rivera, dijo sentirse "avergonzado". Algunos, según se dice han tomado la disculpa como poco sincera;  entre quienes no lo aceptaron se incluyó el amigo de toda la vida de Rivera, Russell Simmons. Él más tarde se disculpó con los padres de Martin Trayvon también.
Rivera planeó visitar Irak en abril de 2012, para la que prometió a su mujer sería su última (y undécima) visita.
A pesar de que en el año 2013 consideró correr como candidato Republicano al Senado de los Estados Unidos en la elección especial por New Jersey, (para llenar la vacante del Senado que dejó al fallecer Franco Lautenberg), finalmente decidió no presentarse a la elección.

### Vida actual
En 2015, Rivera compitió en la temporada catorce de la serie televisiva El Aprendiz de Celebridad, donde él finalmente quedó segundo detrás de la personalidad de televisión Leeza Gibbons. Aun así, Rivera todavía recolectó la cantidad más alta de dinero que cualquier Aprendiz durante la temporada, con $726,000 (justo $12,000 más de Gibbons).
Rivera presenta la revista informativa Geraldo en Grande y aparece regularmente en el canal FOX NEWS. Él presenta el show radiofónico Geraldo  en WABC 770Khz AM de lunes a viernes.  El 13 de noviembre de 2015, Rivera contó en Fox News que su hija, Simone Cruickshank, estaba en el Estadio de Francia cuándo los ataques y las explosiones ocurrieron; afortunadamente, ella y sus amigos lograron salir con vida y regresar a casa sin incidentes.
El 8 de marzo de 2016, Rivera anunció que sería una de las celebridades que competiría en la temporada 22 de Dancing with the Stars. Haciendo pareja con la bailarina profesional Edyta Śliwińska.  El 28 de marzo de 2016, Rivera y Śliwińska fueron la primera pareja en ser eliminada de la competición.

## Vida personal
Rivera ha estado casado cinco veces y ha engendrado cinco hijos:
1. Linda Coblentz (1965–69, divorciado)
2. Edith Vonnegut (14 de diciembre de 1971–75, divorciado)
3. Sherryl Raymond (31 de diciembre de 1976–84, divorciado) hijo: Gabriel Miguel (nacido en julio de 1979)

[38][39]
4. C.C. (Cynthia Cruickshank) Dyer (11 de julio de 1987 – 2000, divorciado) hijas: Isabella Holmes (nacida en 1992) y Simone Cruickshank (nacida en 1994)

[40]
5. Erica Michelle Leva (desde agosto de 2003) hija: Sol Liliana (nacida en 2005)

[41][42]

Él también engendró a Cruz Grant (nacido en 1987) con una mujer México-estadounidense.
Rivera vive en Edgewater, New Jersey. Él anteriormente vivió en Middletown Township, New Jersey en Rough Point.
Rivera es un marinero activo. Como dueño y señor del velero de navegación 'Voyager',  ha participado en las carreras de Marion-Bermudas en 1985, 2005, 2011, y más recientemente, 2013.  En 2013, su barco terminó en 10.º lugar fuera de los 12 finalistas de la categoría Clase "A".
Geraldo también navegó la ruta S/V 'Voyager' de 1,400 millas río arriba del Amazonas y alrededor del mundo, yendo tan lejos como para conocer al Rey de Tonga en la línea internacional del tiempo justo para iniciar el nuevo milenio.  Las crónicas de las aventuras eran publicadas en especiales de ocho horas de duración en The Travel Channel y algunas de estas imágenes aún están disponibles en el sitio web de Geraldo.
El 21 de julio de 2013, a la 1:00 AM, Geraldo Rivera tuiteó una foto de él sólo en una toalla de baño, exclamando que "los 70s son los nuevos 50s". Él ha removido tanto el tuit como la foto.
El 30 de noviembre de 2015,  se informó que los ejecutivos en Nueva York, N.Y. de WABC habían bloqueado a Rivera afuera de las oficinas de la estación. Su carrera en la radio es incierta en este momento.[cita requerida]

## Escritor
- Rivera, Geraldo (1972). Willowbrook. Nueva York: Libros de Vendimia. ISBN 0-394-71844-5.
- Rivera, Geraldo (1973). Rivera, Geraldo (1973). Miguel Robles—So Far. San Diego: Harcourt Brace Jovanovich. ISBN 0-15-253900-X.San Diego: Harcourt Tirante Jovanovich. ISBN 0-15-253900-X.
- Rivera, Geraldo (1973). Puerto Rico: Isla de Contrastes, cuadros por William Negron. Prensa de Revista de los padres. ISBN 0-8193-0683-5.
- Rivera, Geraldo (1977). Rivera, Geraldo (1977). A Special Kind of Courage: Profiles of young Americans. New York: Bantam Books. ISBN 0-553-10501-9.Nueva York: Bantam Libros. ISBN 0-553-10501-9.
- Rivera, Geraldo (1992). Rivera, Geraldo (1992). Exposing Myself. London: Bantam. ISBN 0-553-29874-7.Londres: Bantam. ISBN 0-553-29874-7.
- Rivera, Geraldo (2008). Hispánico: Por qué hispanos de miedo de los americanos en el U. S. Nueva York: Celebra. ISBN 0-451-22414-0.
- Rivera, Geraldo (2009). Rivera, Geraldo (2009). The Great Progression: How Hispanics Will Lead America to a New Era of Prosperity. New York: New American Library. ISBN 0-451-22881-2.Nueva York: Biblioteca americana Nueva. ISBN 0-451-22881-2.

## Otros medios
- Fue parodiado en el programa humorístico chileno Jappening con Ja, con el nombre Exageraldo.